# $100 Bill Y'all
"$100 Bill Y'all" is een nummer van de Amerikaanse rapper Ice Cube. Het nummer werd geproduceerd door Rockwilder voor Ice Cube's Greatest Hits (2001). Het nummer werd door Ice Cube zelf geschreven. $100 Bill Y'all werd uitgebracht in 2001 door  Priority Records.
"$100 Bill Y'all" behaalde de 67e positie in de Amerikaanse Billboard R&B/Hip-Hop-hitlijst. 

## Nummers
A-kant
1. $100 Bill Y'all (Clean)
2. $100 Bill Y'all (Instrumental)

B-kant
1. $100 Bill Y'all (Album)
2. $100 Bill Y'all (a capella)

## Hitlijst
| Hitlijst              | Hoogste positie |
| --------------------- | --------------- |
| Billboard R&B/Hip-Hop | 67              |